# Jac sm Kee
Jac sm Kee (née en 1976 à Kuala Lumpur, en Malaisie) est une activiste féministe, chercheuse et écrivaine malaisienne.

## Biographie
Jac sm Kee dirige le programme Droits des femmes de l'Association pour le progrès des communications, qui lutte contre la cyber-violence et le cyberharcèlement qui vise les femmes, encourage la recherche en ligne sur le genre et facilite la création de réseaux et de mouvements s'appuyant sur le féminisme et la technologie.
Elle est responsable de l'équipe qui œuvre au développement des Principes féministes de l'Internet - un ensemble de principes décrivant l'approche critique et les questions devant être prises en compte lors de l'engagement et du développement de technologies pour mettre fin aux discriminations. Elle a mené des recherches pionnières reliant les problèmes de gouvernance d'Internet, de censure, de respect de la vie privée, de droits des femmes et de sexualité,.
Elle est l’une des fondatrices du programme mondial et collaboratif Take Back the Tech!. Cette campagne vise à prévenir la violence numérique envers les femmes en donnant les moyens aux femmes de se s'approprier le contrôle de la technologie.
Jac sm Kee a également cofondé Malaysia Design Archive avec Ezrena Marwan, une plate-forme et une initiative visant à retracer et à documenter l'histoire visuelle de la Malaisie.

## Reconnaissance
En 2016, Jac sm Kee reçoit le prix Stieg Larsson (sv). Elle est récompensée pour « son travail novateur pour la mobilisation féministe numérique et contre le harcèlement en ligne, elle ouvre la voie à une nouvelle vague de féminisme. »